# Deskanje na snegu
Deskanje na snegu je šport, ki poteka na podlagi prekriti s snegom. Drsenje po snegu se izvaja na opremljeni deski z vezmi, katerega smer upravljamo s pokrčenimi koleni. Ta oblika športa se je prvič pojavila leta 1960, ko je ameriški navdušenec nad snegom, Sherwin Popper, dobil idejo o združitvi dveh smučk skupaj. Prvo uradno tekmovanje se je odvijalo v kraju Leadville, Kolorado, kjer je tudi bila ustanovljena Mednarodno deskarsko združenje (ISA), katera je leta 1991 postala Mednarodna deskarska zveza (ISF). Leta 1995 je bilo snežno deskanje razglašeno za olimpijski šport. Tekmovalci so lahko moški kot tudi ženske.

## Profil snežnega deskarja
Treningi deskarja se pričnejo že poleti na ledenikih, za pridobivanje moči in konstantno izboljševanje sloga. Vaje, ki jih na treningih izvajajo deskarji, so zelo podobni tistim, ki se jih držijo smučarji. To so vaje za izgradnjo mišic, vaje za raztegovanje, vaje za ravnotežje, ki potekajo na trampolinu in na deski v zaprtem prostoru ter primerna športna prehrana, ki ji sledi dieta.

## Tekmovanja in pravila le-teh
Obstajajo štirje tipi tekmovanj: prosti slog (freestyle), alpski slog (alpine), prosta vožnja (freeride) in deskarski kros (boardercross). Prostosložno tekmovanje poteka znotraj t. i. halfpipes, kjer deskarji izvajajo akrobacije v zraku. Alpsko tekmovanje je zelo podobno smučarskih dogodkom, ki vključujejo slalom, veliki slalom in paralelno bordanje. Vsi dogodki so merjeni s časom, kar od deskarjev zahteva izjemno psihično in fizično pripravljenost. Prostovozno tekmovanje poteka izven urejenih prog, testirajo se znanja prilagajanja deskarja na nepoznan teren. Deskarskokrosno tekmovanje se izvaja po skupinah s 6 deskarji, ki morajo premagati nastavljene ovire ter zapletene zavoje.

### Pravila
Vsak dogodek je sestavljen iz dveh ponovitvenih nizov. Vsak tekmovalec dobi razpored proge, da se lahko nanjo pripravi. Če tekmovalec pade, ni avtomatsko diskvalificiran, sodniki preverijo ali se je dotaknil vratc. V nasprotnem primeru je diskvalificiran. Tekmovalna proga je sestavljena simetrično, tako da imajo vsi paralelno tekmujoči udeleženci enake možnosti za zmago. Razdalja med postavljenimi vratci, ki se jih deskar mora dotakniti, je dovolj velika, za izvedbo dolgega zavoja, ki omogoča ohranjanje hitrosti in dobrega časa.

## Oprema
Deske so se naglo začele razvijati in izboljševati okrog leta 1985. Snežno deskanje se je izboljševalo zaradi tehnoloških novosti v smučanju, predvsem v izboru rabe materialov.

### Deske
- Freestyle  prostoslogna deska - uporablja se za gladko skakanje in pristajanje. Ima enako dol sprednji in zadnji del, kateri omogoča pristajanje v dve različni smeri.
- Alpine deska - prvenstveno je narejena za doseganje velikih hitrosti in maksimalne stabilnosti. Uporablja se za tekmovalne namene.

### Čevlji
- Fleksibilen čevelj, upočasnjuje prenos gibanja telesa na desko, namenjen za prostoslogno deskanje.
- Trd čevelj, idealen za natančnost, prenos gibanja telesa na desko je takojšen, namenjen za alpine deskanje.

### Zaščitna oprema
- Čelada
- Smučarska očala
- Rokavice
- Zaščitna jakna
- Zaščitne hlače
- Ščitnik za hrbtenico